# Procesele sistemului de management al calității
Pentru implementarea unui sistem de management al calității, organizațiile trebuie să identifice și să managerieze procesele care alcătuiesc sistemul lor de management al calității, așa cum se specifică în standardul internațional ISO 9001:2008, punctul 4.1. Un sistem este alcătuit din procese. Un proces este un ansamblu organizat de activități în interacțiune sau pași care se desfășoară împreună, pentru a crea un rezultat (un produs sau un serviciu) cu valoare adăugată. Un proces descrie cursul activităților în timp și desemnează o metodă de operare în producerea unui rezultat specificat.
Modelul unui sistem de management al calității- SMC, bazat pe procese, este prezentat în standardul SR EN ISO 9001:2008 și prevede că elementele de intrare (cerințele clienților), prin intermediul managementului proceselor necesare sistemului de management al calității și al interacțiunilor dintre ele sunt transformate în elemente de ieșire: rezultatele planificate ca produse finale care să satisfacă cerințele clienților. Toate procesele sistemului de management al calității sunt organizate în bucla PDCA (după inițialele din limba engleză Plan-Do-Check-Act) care constituie principiul operațional al standardelor sistemelor de management al calității.
Identificarea și managementul sistematic al proceselor sistemului de management al calității, determinarea interacțiunilor dintre aceste procese și determinarea intrărilor-ieșirilor multiple care interconectează aceste procese constituie abordarea bazată pe procese a sistemului de management al calității. O abordare bazată pe procese are semnificația succesiunii logice de activități desfășurate pentru a atinge în mod eficient rezultatul dorit. Fiecare proces utilizează resurse materiale, umane, financiare etc . pentru a transforma elementele de intrare în elemente de ieșire, deci pentru a obține rezultatul dorit. Interacțiunile dintre procese creează un SMC unic, integrat, bazat pe procese. Procesele sistemului de management al calității se întrepătrund cu procesele celorlalte subsisteme de management din companie: managementul general, managementul resurselor umane, managementul producției, managementul marketingului...
Abordarea bazată pe procese în proiectarea și implementarea sistemului de management al calității are avantajul reprezentării clare a fluxurilor din organizație, care sunt implicate în lanțul creării de plusvaloare. Abordarea ca procese s-a dovedit  un instrument eficace și eficient nu numai pentru a îmbunătăți sistemul de management al calității, ci și pentru a reprezenta funcționarea unei organizații, ierarhia unităților sale funcționale.

## Abordarea bazată pe procese a SMC
Dezvoltarea, implementarea și îmbunătățirea eficacității sistemului de management al calității sunt obținute mai eficient atunci când activitățile și resursele aferente sunt manageriate ca procese. Aplicarea acestui principiu de management al calității -abordarea ca procese- implică următoarele: Arhivat în 22 iunie 2012, la Wayback Machine.
- Definirea sistematică a activităților necesare pentru a obține rezultatul dorit;
- Stabilirea responsabilităților pentru managerierea activităților principale;
- Analizarea și măsurarea capabilității activităților principale;
- Identificarea interfețelor activităților principale în cadrul și între funcțiunile organizației;
- Evaluarea riscurilor, consecințelor și influențelor activităților asupra clienților, furnizorilor și altor părți interesate.

La abordarea bazată pe procese este necesară evidențierea interacțiunii dintre procesele SMC, a intrărilor și ieșirilor care leagă (combină) procesele individuale în cadrul sistemului de procese. În mod tipic, ieșirile dintr-un proces sunt intrări pentru alte procese. Scopul general al sistemului de procese este de a adăuga valoare prin planificarea și ținerea sub control a proceselor.

## Procesele sistemului de management al calității
Sistemul de management al calității este proiectat ca un sistem de procese în interacțiune sau corelate. Toate activitățile principale, referitoare la calitate ale companiei sunt definite ca procese ale sistemului calității și pot fi grupate în următoarele categorii: determinarea cerințelor clienților, responsabilitatea managementului, managementul resurselor, realizarea produsului, măsurare, analiză și îmbunătățire.
Organizația Praxiom Research Group limited  a identificat 12 procese care formează un SMC complet: Arhivat în 3 ianuarie 2011, la Wayback Machine.
- Procesul de management al calității;
- Procesul de management al resurselor;
- Procesul de training și conștientizare;
- Procesul de aprovizionare a produselor;
- Procesul de proiectare și dezvoltare;
- Procesul de management al producției;
- Procesul de furnizare a serviciului;
- Procesul de management al produsului;
- Procesul de management al relațiilor cu clienții;
- Procesul de audit intern al managementului calității;
- Procesul de monitorizare și măsurare;
- Procesul de analiză  efectuată de management.

Această listă de procese nu epuizează toate procesele posibile care ar putea fi utilizate pentru a stabili un SMC. Există și alte opinii asupra proceselor care alcătuiesc sistemul de management al calității, care se suprapun parțial peste lista completă de procese mai sus menționată. (vezi:)
Un document al Secretariatului ISO TC 176/SC 2[nefuncțională]
 precizează patru categorii de procese de management:
- Procese pentru managementul organizației;
- Procese pentru managementul resurselor;
- Procese de realizare (a produsului intenționat);
- Procese de măsurare, analiză și îmbunătățire.

Procesele pentru managementul organizației includ procese referitoare la planificarea strategică, stabilirea politicii calității și obiectivelor calității, asigurarea comunicării între funcțiuni și procese în organizație, asigurarea disponibilității resurselor necesare pentru obiectivele calității și analizele efectuate de management ale sistemului de management al calității.
Procesele pentru managementul resurselor includ acele procese pentru asigurarea resurselor care sunt necesare pentru procesele de management ale organizației, pentru realizarea produsului și pentru măsurare.
Procesele pentru realizare includ toate procesele care conduc la obținerea rezultatului intenționat. Procesele de realizare se referă la procesul de producție al produsului executat sau de furnizare a serviciului. Aceste procese includ: procese de planificare a realizării produsului, procese referitoare la relația cu clienții, procese de proiectare și dezvoltare a produsului sau serviciului, procesul de producție sau de furnizare a serviciului, procesul de aprovizionare, procesul de control al dispozitivelor de măsurare și de monitorizare. După transformări prin diferite procese este realizat produsul/serviciul final, care este livrat, ca ieșire (output) către client. Procesele de realizare a produsului pot fi adaptate, în documentația sistemului de management al calității și în implementare, la necesitățile concrete ale organizației. Un document care specifică procesele SMC, inclusiv procesele de realizare a produsului și resursele care trebuie aplicate pentru un produs, proiect sau contract, specifice, este denumit planul calității.
Procesele de măsurare, analiză și îmbunătățire sunt acele procese necesare pentru a măsura și colecta date pentru analiza performanțelor și pentru îmbunătățirea eficacității și eficienței sistemului de management al calității. Acestea includ procese de măsurare, monitorizare și de audit, pentru analiza performanțelor și procese de îmbunătățire (de exemplu, pentru acțiuni corective și preventive) și constituie parte integrantă a proceselor de management,, de managementul resurselor și a proceselor de realizare.
Pentru efectuarea îmbunătățirilor ar putea exista două mecanisme:
- ca parte a proceselor managementului calității. Acestea s-ar putea referi la rectificări, acțiuni corective și acțiuni preventive;
- ca rezultat al analizei efectuate de management a întregului SMC, pentru a evalua necesitățile de schimbare în SMC.

Aceste patru categorii de procese de management pot fi considerate ca procese tipice, însă pot fi identificate și procese unice pentru fiecare organizație. 
Procesele sistemului de management al calității sunt manageriate ca sistem prin crearea, înțelegerea și conducerea rețelei de procese și a interacțiunilor acestora. Operarea consistentă a acestei rețele de procese este denumită deseori "abordare sistemică" (sau abordare ca sistem) a managementului și se aplică la întregul sistem de management al calității. Sistemul de procese constituie activitățile corelate, efectuate și rezultatele intermediare obținute pentru a produce rezultatul dorit, destinat clientului. Fiecare proces din sistemul de procese are clienți (interni sau externi organizației) și alte părți interesate care sunt influențați(te) de proces și care definesc ieșirile (outputs) dorite, conform necesităților și așteptărilor lor. Principiul abordării ca sistem a proceselor SMC este reflectat în clauzele 4.1 și 4.2 ale standardului ISO 9001:2008.
Pentru implementarea abordării ca procese a SMC se poate aplica următoarea metodologie , constituită din 5 pași:
- identificarea proceselor din organizație pentru întregul SMC, necesare pentru a produce rezultatele intenționate;
- planificarea proceselor;
- implementarea, managementul și măsurarea proceselor;
- analiza proceselor;
- acțiuni corective, acțiuni preventive și îmbunătățirea proceselor.

Identificarea proceselor din organizație poate fi realizată în următoarea succesiune de activități:
- definirea scopului organizației;
- definirea politicilor și obiectivelor organizației;
- identificarea proceselor din organizație care afectează direct calitatea produselor sau serviciului furnizat și a cerințelor de calitate pentru fiecare proces;
- determinarea succesiunii proceselor, de exemplu cu ajutorul unei diagrame de flux sau scheme-bloc;
- definirea responsabilităților și autorității pentru fiecare proces;
- definirea documentației proceselor.

Identificarea proceselor se poate efectua prin schițarea categoriilor largi de procese sau pur și simplu, prin listarea departamentelor organizației, de exemplu: achiziții, recepție, controlul producției, vânzări și marketing, service-ul pentru clienți, Producția, Controlul calității, expediții. Apoi se indică corelațiile dintre procese, prin utilizarea unei diagrame de flux sau a unei diagrame care să reprezinte vizual succesiunea proceselor. Există software pentru construirea diagramelor de flux. Procesele identificate ale SMC trebuie să includă toate procesele de producție, de creare a serviciului furnizat clienților și de administrație, care afectează calitatea produsului sau serviciului, precum și satisfacția clientului.
La identificarea proceselor din organizație, necesare sistemului de management al calității, este necesar să fie nominalizate procesele-cheie care trebuie să satisfacă cerințele din capitolele 4...8 ale standardului SR EN ISO 9001:2008, și anume:
- procese de management general al organizației;
- procese de managementul resurselor umane;
- procese de managementul resurselor fizice (clădiri, utilități, echipament pentru  procese etc.);
- procese de proiectarea și dezvoltarea produsului/serviciului;
- procesul de producție și de furnizare de servicii;
- procesul de aprovizionare;
- procese de măsurare și îmbunătățire;
- procese de livrare a produsului/serviciului.

Planificarea proceselor implică următorii pași:
- specificarea intrărilor: resurse umane, financiare, tehnologice, materiale și informații;
- descrierea etapelor, activităților și fluxurilor  procesului;
- definirea interfețelor între etapele procesului;
- definirea cerințelor și mecanismului de monitorizare și măsurare;
- definirea resurselor necesare procesului considerat;
- verificarea procesului și activităților acestuia față de obiectivele planificate;
- delegarea autorității pentru acțiuni corective, necesare atunci când procesul ajunge "în afara controlului".

Această planificare a proceselor constituie o definire a fiecărui proces, ceea ce reprezintă esența sistemului de management al calității, în abordarea bazată pe procese.
Pentru implementarea proceselor, organizația trebuie să elaboreze proiecte pentru implementarea proceselor și activităților care compun procesele, precum și pentru măsurarea proceselor, proiecte care includ: comunicările din organizație, conștientizare, training, managementul schimbării, implicarea managementului de vârf, activități de analiză aplicabile. Proiectele de implementare trebuie să includă efectuarea măsurătorilor, monitorizarea proceselor și realizarea controalelor planificate. Un proiect de implementare a sistemului de management al calității (deci a proceselor constituiente) poate necesita, de regulă, 6-9 luni, însă domeniul de variație a duratelor poate fi de la 3 până la 20 luni. La implementarea SMC se vor urma procedurile documentate și instrucțiunile de lucru elaborate.
Analiza procesului constă în evaluarea datelor procesului obținute prin monitorizare și măsurare, pentru a cuantifica performanțele procesului. Totodată, se identifică oportunitățile de îmbunătățire a proceselor, pe baza datelor performanțelor. Aceste îmbunătățiri ale proceselor vor fi realizate utilizând procese de acțiuni corective și de acțiuni preventive, fără să se omită necesitatea reviziei documentației elaborate anterior.
Acțiunile corective sunt acțiuni pentru a elimina cauzele unor neconformități detectate (de exemplu, erori, defecte, lipsa controlului adecvat al proceselor). Trebuie definită metoda pentru implementarea acțiunilor corective. Acțiunile preventive sunt acțiuni pentru a elimina cauza unei neconformități potențiale, pentru a preveni apariția în toate procesele a unor riscuri similare. În privința acțiunilor preventive, mai întâi trebuie să se evalueze riscul apariției potențiale a nonconformităților, care trebuie să fie diminuat. Pentru acțiuni preventive pot fi utilizate următoarele instrumente:
- liste de control (engleză :checklists);
- FMEA (engleză :Failure mode and effects analysis) -Analiza modurilor de defectare și a efectelor lor;
- Analiza prin arbore de defectare (FTA -Fault Tree Analysis)

Procesele sistemului de management al calității trebuie să satisfacă cerințele standardului SR EN ISO 9001:2008.
Într-o abordare bazată pe procese, procesele sistemului de management al calității pot fi clasificate în 3 categorii:
- procese de management (sau de decizie): sunt procesele care comandă funcționarea sistemului;
- procese operaționale (sau procese principale/cheie) -procese care constituie  businessul principal și creează fluxul de valori. Procese operaționale tipice sunt: achiziția, fabricația (realizarea produsului), marketingul, vânzări etc;
- procese de suport sau de sprijin.

În categoria proceselor de suport ale sistemului de management al calității ar putea fi incluse:
- managementul responsabilităților;
- ținerea sub control a sistemului;
- managementul resurselor;
- analiza datelor;
- îmbunătățirea continuă.

Un document mai recent al ISO Arhivat în 27 decembrie 2010, la Wayback Machine. recomandă  7 pași pentru aplicarea cu succes a SMC:
1. Angajamentul deplin al managementului de la cel mai înalt nivel.
2. Identificarea proceselor-cheie și interacțiunilor necesare pentru a satisface obiectivele calității;
3. Implementarea și managerizarea SMC și a proceselor acestuia (utilizând tehnici de management al proceselor).
4. Construirea SMC în compania Dvs, bazat pe standardul ISO 9001.
5. Implementarea sistemului, trainingul personalului companiei și verificarea operării proceselor companiei Dvs.
6. Managerizarea SMC (concentrarea pe satisfacția clienților, monitorizarea și măsurarea proceselor SMC, acțiuni de îmbunătățire continuă etc.).
7. Dacă este necesar, urmărirea necesității de certificare/înregistrare a SMC de către a treia parte (un organism de specialitate abilitat) sau ca alternativă, emiterea unei declarații proprii de conformitate. Sintagma "Sistem de management al calității certificat ISO 9001:2008" înseamnă că organizația a satisfăcut cerințele ISO 9001:2008. O companie poate fi "înregistrată ISO 9001" dacă toate criteriile  (cerințele) standardului ISO 9001:2008 sunt satisfăcute.

## Condiții de desfășurare a proceselor
Procesele identificate ale sistemului de management al calității, care afectează direct calitatea, trebuie să fie conduse în condiții bine definite (controlate) care includ următoarele:
- Trebuie utilizate numai echipamente, medii de lucru și facilități adecvate;
- Atunci când este cazul, echipamentele, procesele și parametrii operaționali trebuie aprobate de personal autorizat;
- Modul de operare intenționat al proceselor trebuie să fie documentat. Pentru fiecare etapă a proceselor pot fi folosite proceduri scrise, instrucțiuni de lucru sau diagrame de flux. Toți pașii și activitățile unui proces sau unei proceduri pot fi detaliați(te) într-o procedură operațională standard (engleză :standard operating procedure-SOP). Descrierea proceselor poate menționa tipurile de echipamente, dispozitive de măsurare, parametrii operaționali și alte documente necesare pentru implementarea proceselor;
- Parametrii proceselor și caracteristicile produselor trebuie să fie monitorizate și controlate; acești parametri și caracteristici ale proceselor, respectiv produselor ar putea fi identificate în proceduri documentate ale proceselor și în instrucțiuni de lucru. Procedurile și instrucțiunile ar putea include documente, videocasete sau mostre reprezentative de produse, diagrame de flux, harta procesului etc.;
- Trebuie definite, documentate și implementate norme clare de execuție pentru acceptarea produselor și pentru modul de operare al proceselor. Aceste norme pot include descrieri scrise, fotografii sau ilustrații și mostre fizice;
- Mentenanța corespunzătoare a proceselor trebuie să fie asigurată, pentru a prezerva sau a îmbunătăți capabilitatea inițială a proceselor. Aceasta ar putea include mentenanța preventivă pentru echipamentele de măsurare și încercare utilizate în procesele de producție și de inspecție.

Atunci când caracteristicile de calitate ale produselor nu pot fi verificate prin inspecții și încercări ulterioare ale produselor și când, de exemplu, deficiențele devin evidente numai după ce produsul se află în utilizare sau după ce serviciul a fost furnizat este necesară monitorizarea și controlul continuu al procesului, cu frecvență suficientă pentru a detecta și corecta schimbările neintenționate ale proceselor.
Organizația trebuie să elaboreze proceduri documentate pentru desfășurarea în condiții controlate a proceselor critice în ceea ce privește calitatea. Sunt considerate procese critice acele procese care sunt cele mai importante pentru menținere sub control și pentru îmbunătățire.
Conținutul acestor proceduri documentate ar trebui să aibă următoarea structură:
1. Să identifice toate procesele care influențează direct calitatea;
2. Să definească modul de planificare și documentare a desfășurării fiecărui proces;
3. Să fie definite, pentru fiecare proces, metodele de realizare a operațiilor în condiții controlate, inclusiv:
- identificarea planurilor, procedurilor, instrucțiunilor de lucru, normelor de acceptare a produselor care vor fi folosite;
- identificarea facilităților, echipamentelor, sculelor, instrumentelor și aparatelor de măsurare sau mediului de lucru;
- identificarea parametrilor de proces și caracteristicilor produselor care trebuie să fie controlate, inclusiv frecvența și metodele de monitorizare, limitele de acceptare a produselor și acțiuni de remediere când aceste limite sunt depășite;
- definirea tipului și frecvenței activităților de mentenanță a echipamentelor sau facilităților;

4.Identificarea persoanelor care au autoritatea de a modifica cerințele menținerii sub control a proceselor;
5.Nominalizarea categoriilor de înregistrări ale parametrilor de proces, ale echipamentelor sau calificărilor necesare ale personalului, care trebuie generate;
6. Identificarea formularelor și înregistrărilor care sunt necesare pentru implementarea sistemului de management al calității. Trebuie observat că înregistrările sunt diferite față de proceduri documentate sau instrucțiuni, care specifică ceea ce trebuie făcut. O înregistrare este "istoria" a ceea ce s-a făcut, este o declarație asupra rezultatelor obținute sau o menționare a dovezilor obiective privind activitățile desfășurate. O procedură descrie un proces care trebuie efectuat.
Documentația sistemului de management al calității este structurată pe patru niveluri:
- nivelul I - manualul calității;
- nivelul II - proceduri documentate (menționate în manualul calității);
- nivelul III - instrucțiuni de lucru (specifice organizației);
- nivelul IV - înregistrări și formulare.

Standardul ISO 9001/2008 menționează necesitatea elaborării obligatorii de proceduri documentate pentru șase proceduri specifice:
- ținerea sub control a documentelor (cap.4.2.3);
- ținerea sub control a înregistrărilor referitoare la calitate (cap.4.2.4);
- auditul intern al calității(cap.8.2.2);
- controlul produsului neconform (8.3); [6]
- acțiuni corective (cap.8.5.2);
- acțiuni preventive (cap.8.5.3).

In plus, standardul prevede cerința elaborării unei declarații documentate despre "Politica referitoare la calitate" și a "Manualului calității" (care poate conține sau nu cele șase proceduri specifice). În mod normal, politica referitoare la calitate este formulată în manualul calității. Necesitatea elaborării celor șase categorii de proceduri,listate mai sus, este doar o cerință minimă. Multe organizații vor necesita mult mai multe proceduri documentate, în funcție de natura proceselor întreprinderii.
Totuși este de precizat că în standard nu există un "catalog" sau o listă de procese care trebuie documentate în mod obligatoriu. Documentația SMC poate să difere de la o organizație la alta, iar multe organizații vor avea alte proceduri documentate, în plus față de cele menționate în standard. Organizațiile trebuie să stabilească ce procese trebuie să fie documentate, pe baza următoarelor criterii:
- tipul și dimensiunea organizației;
- complexitatea proceselor și interacțiunile acestora;
- criticitatea (nivelul critic) al proceselor;
- disponibilitatea personalului competent și instruirea acestuia;
- cerințele clienților;
- cerințele reglementărilor aplicabile.

Cerința pentru "proceduri documentate" nu este ,în toate cazurile, o cerință pentru un document bazat pe text scris. Este pe deplin acceptabilă o diagramă de flux (flowchart).
Instrucțiunile de lucru se referă la un grup de activități restrânse, limitate uneori la un singur post de lucru/utilaj etc. din cadrul unui proces. Aceste instrucțiuni prezintă modul de realizare cu consecvență a activităților și proceselor. Indiferent de format, conținutul instrucțiunii de lucru trebuie să fie în ordinea activităților.
Formularele înregistrează acțiunile unei activități sau ale unui proces. Un formular devine o "înregistrare" atunci când este completat.
Documentul cel mai elaborat al sistemului de management al calității este manualul calității care descrie sistemul de management al calității al unei organizații,definește autoritățile și responsabilitățile personalului de management implicat în funcționarea sistemului, oferă o descriere a  proceselor și procedurilor incluse în limitele SMC, sistem care îndeplinește cerințele standardului ISO 9001:2008. Conținutul minim al manualului calității este menționat în cap.4.2.2 din standardul SR EN ISO 9001:2008. În manualul calității sunt incluse următoarele informații:
- se definește scopul sistemului calității ce se implementează în organizație, inclusiv ce părți și departamente ale organizației trebuie să fie incluse în SMC, domeniul de aplicare a SMC; scopul SMC ar trebui să includă produsele și/sau serviciile care trebuie ținute sub control de SMC, precum și procesele din cadrul SMC;
- se explică complet fiecare cerință a standardului ISO 9001:2008;
- se prezintă documentația SMC, conținând lista documentelor, inclusiv procedurile care trebuie elaborate pentru a descrie procesele SMC, care pot fi proceduri documentate sau nu; aceste proceduri documentate pot fi incluse, dacă este necesar, în manualul calității;
- se explică modurile în care interacționează procesele SMC, de exemplu interacțiunile dintre procesele de realizare a produsului și alte procese de management, măsurare și îmbunătățire;
- se prezintă politicile referitoare la calitate ale organizației, care arată că organizația este strict angajată în respectarea cerințelor calității;
- se oferă detalii și explicații complete ale excluderilor (eliminărilor) unor cerințe ale standardului ISO 9001:2008. De exemplu, dacă organizația nu este responsabilă pentru proiectarea produsului, se poate exclude cerința "proiectare și dezvoltare" din SMC și se explică motivația excluderii în manualul calității. În astfel de situații, activitățile de proiectare în organizație sunt limitate la dezvoltarea metodelor și mijloacelor de producție, fabricație sau montaj.

Este de menționat că standardul ISO 9001 nu prescrie vreun format sau model specific pentru manualul calității. Acest manual al calității este un document de nivel superior (la nivelul întregii organizații) (engleză :high level) și conține detalii foarte puține asupra proceselor. Totuși, manualul calității la nivelul organizației face referiri la manuale ale departamentelor funcționale, care oferă informații suplimentare asupra proceselor.
Organizația trebuie să elaboreze o procedură pentru ținerea sub control a documentelor și înregistrărilor referitoare la calitate.
Organizația poate îmbunătăți SMC și poate demonstra conformitatea proceselor, produselor și SMC și prin întocmirea altor documente, chiar dacă standardul nu le solicită în mod explicit, de exemplu:
- harta proceselor (engleză :process map) sau matricea proceselor;
- specificații pentru produs;
- programe de producție;
- lista furnizorilor aprobați;
- planuri de testare și inspecție.
- manuale de instalare, operare și service;
- reguli și proceduri ale organizației;
- specificații pentru ambalarea și marcarea produselor.

Harta proceselor este o reprezentare grafică a proceselor identificate în organizație. În harta proceselor sunt ilustrate fluxurile proceselor care influențează calitatea. O hartă a unui proces reprezintă întregul proces, de la început până la terminare, inclusiv:
- intrările și ieșirile procesului;
- activități și responsabilități;
- parcursul procesului, procese paralele și bucle ale procesului;
- puncte de decizie;
- interacțiunile cu alte procese. (Vezi și articolul Business process mapping

Un exemplu de hartă a proceselor SMC se poate consulta în
Fiecare proces al SMC poate fi descompus în sub-procese care sunt definite într-o matrice a proceselor SMC. Așa de exemplu, planificarea proceselor necesare pentru fabricarea și verificarea produsului poate conține următoarele sub-procese menționate în matricea proceselor:
- determinarea obiectivelor calității și a cerințelor pentru produse;
- dezvoltarea, verificarea și documentarea proceselor de producție (diagrame de flux ale proceselor, plane de operații, instrucțiuni de reglare a echipamentelor, specificații pentru scule, instrucțiuni pentru operatori etc.);
- stabilirea criteriilor pentru acceptarea produsului și a cerințelor pentru verificarea produsului (măsurări, inspecții, teste etc.).

Specificațiile sunt documente care stabilesc cerințe. Ele sunt unice pentru proces, produs sau organizație, de aceea nu sunt detaliate în standard.
În categoriile documentelor SMC sunt incluse și documente externe care cuprind desene ale clienților, specificații, cerințe legale și ale autorităților, manuale de mentenanță. 